# 泉 (クールベ、1862年)
『泉』（いずみ、フランス語: La Source）は、フランスの画家ギュスターヴ・クールベが描いた19世紀半ばの絵画。キャンバスに油彩で描かれた本作は、流れる水に踏み入ったヌードの女性の姿を捉えている。本作は、メトロポリタン美術館の所蔵となっている。

## 描写
『泉』はヌードの女性が水の流れに、愛しげに触れている様子を捉えている。クールベはこの女性を、同時代の理想化された女性の姿から逸脱するようなやり方で描いた。クールベが『泉』を製作したのは、同じような場面で極度に理想化された女性像を描いたジャン＝オーギュスト＝ドミニク・アングルの1856年の作品『泉』への直接的な応答としてであったかもしれない。
クールベのモデルが誰であったのかは分かっておらず、一部の文献は彼女がクールベのために2度モデルを務めたと考えているが、別の論者は、彼女がモデルを務めたのは1度だけだと述べている。『泉』は、ポール・ゴーギャンの1893年の作品『月と大地 (La Lune et la Terre )』や、アングルの『泉』との比較が論じられてきた。
アメリカ合衆国のフェミニストでフィランソロピストであったルイジーヌ・ハヴマイヤー (1855 – 1929) は、本作を1916年に取得し、後にメトロポリタン美術館に譲渡した。それ以前の1919年にメトロポリタン美術館でクールベの作品展が開催された際には、彼女は匿名で、本作を美術館に貸し出した。

## 説明で言及された作品

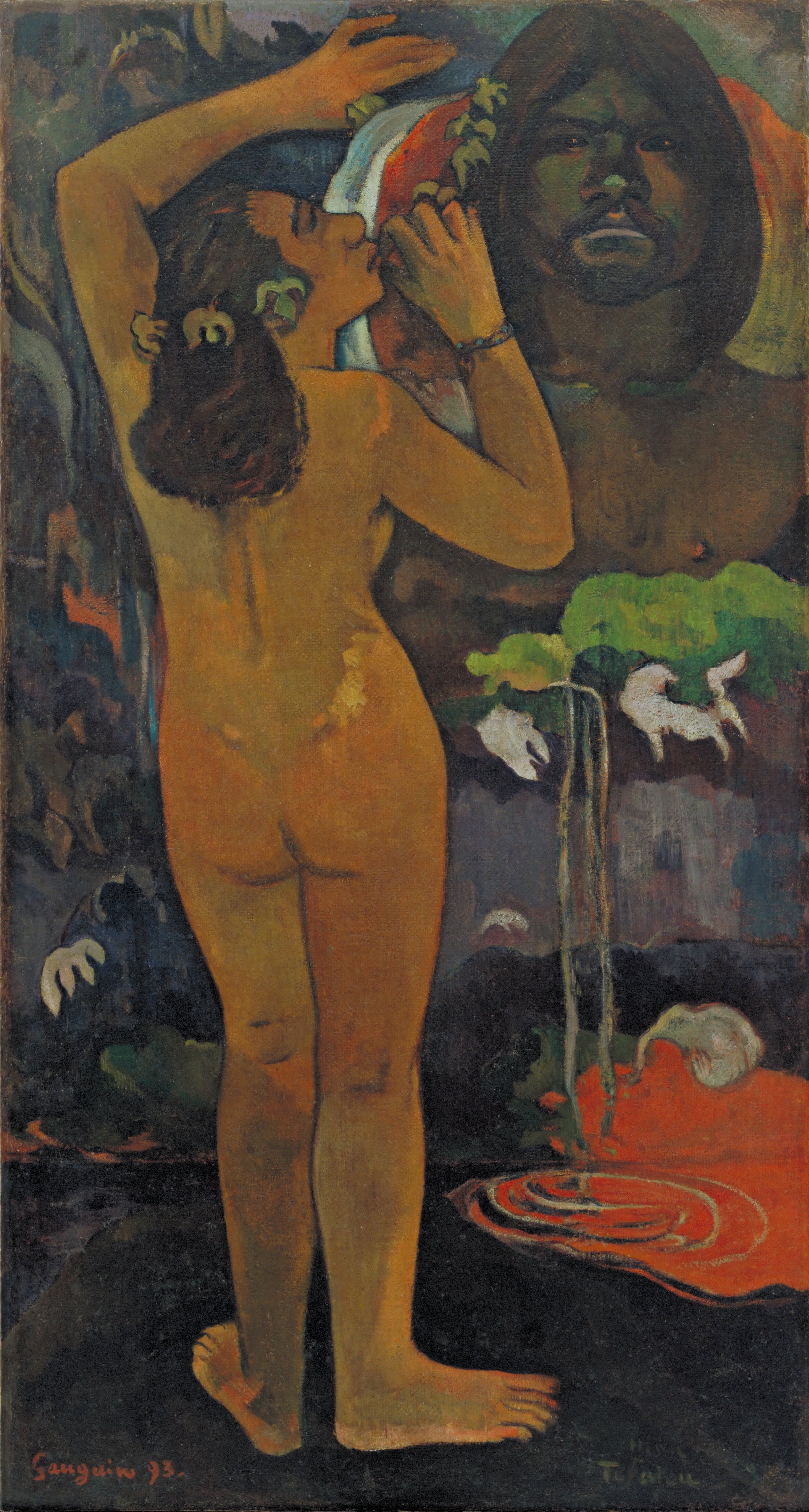
ポール・ゴーギャン 『月と大地 (La Lune et la Terre )』(1893)
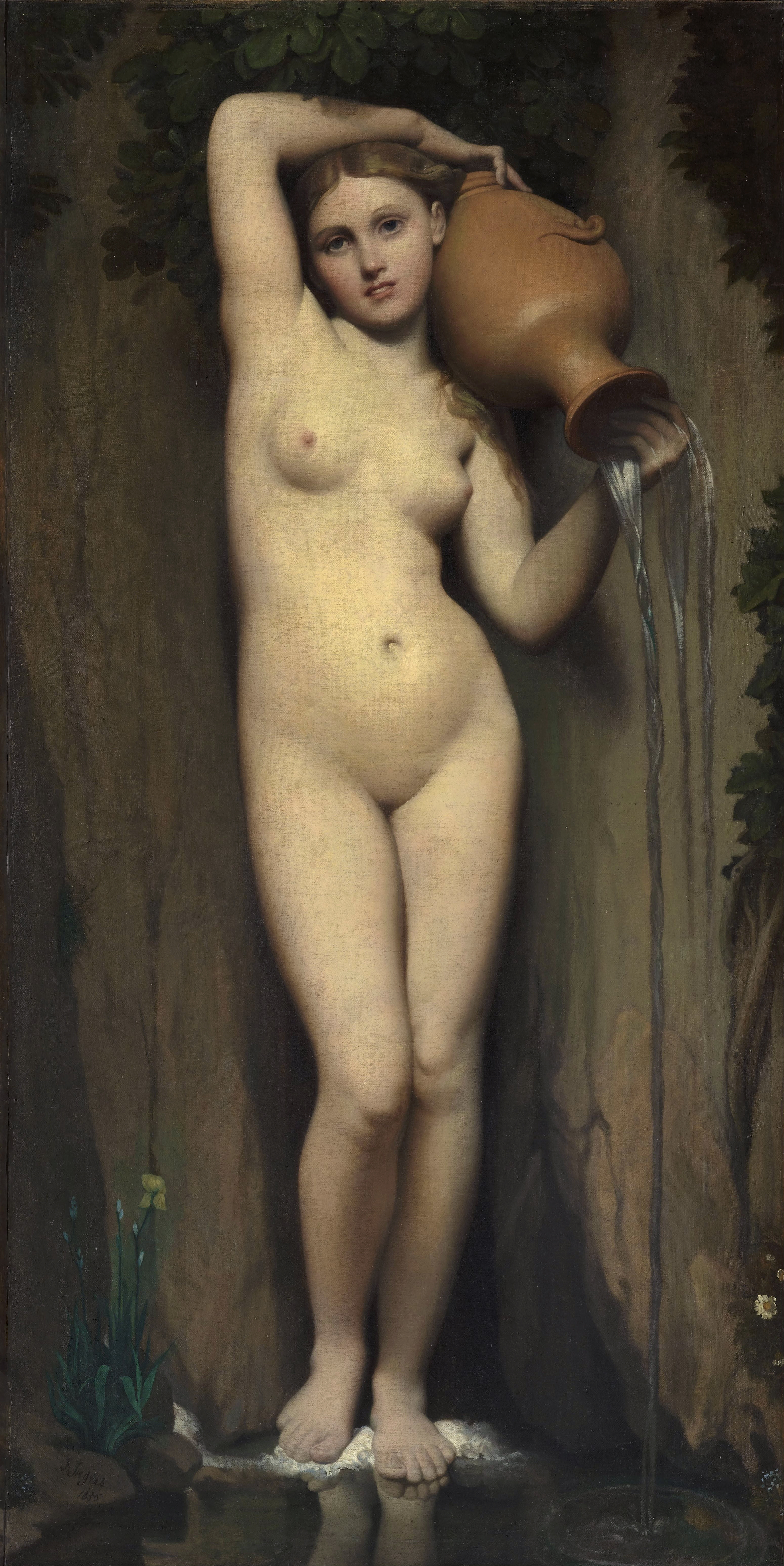
ドミニク・アングル 『泉』(/1856)

## 関連文献
- Catalogue of the European Paintings in the Metropolitan Museum of Art, including The Source